# Crévoux
Crévoux é uma comuna francesa na região administrativa da Provença-Alpes-Costa Azul, no departamento de Altos-Alpes. Estende-se por uma área de 56,26 km². Em 2010 a comuna tinha 128 habitantes (densidade: 2,3 hab./km²).